# کت هولبرت
کتی هولبرت (زادهٔ ۱۹۵۰) یک شرط‌بند حرفه ای بازنشسته آمریکایی است. وی یکی از اولین قماربازان حرفه‌ای زن در جهان است.

## زندگی
هولبرت در سال ۱۹۵۰ در یک خانواده شش فرزندی از پدری راننده و مادری پرستار زاده شد. او در ۱۵ سالگی مدرسه را رها کرد و خود را از دانشگاه گذراند. وی ابتدا در هنگام تحقیق در مورد صنعت به عنوان دستیار رهبر اقلیت مجلس سنای ایالت نیویورک، علاقه‌مند به قمار شد و یک دوره آموزشی بلک جک را گذراند و در سال ۱۹۷۷، در ۲۵ سالگی، به لاس وگاس نقل مکان کرد. او کلاسهای پوکر را برای زنان تدریس می‌کرد.
در یک زمان هولبرت افراد بالای هفتاد سال را استخدام کرد تا برای او دستگاه اسلات بازی کنند.
در سال ۲۰۱۶، وی به عنوان یکی از ۱۰۰ زن بی‌بی‌سی شناخته شد.

## زندگی شخصی
هولبرت در سال ۱۹۹۰ به اختلال دو قطبی مبتلا شد. وی دو بار ازدواج کرده‌است که هر دو ازدواج به طلاق انجامید. از زمان مبارزه با سرطان، او به عنوان یک قمارباز بازنشسته شد و به عنوان یک مشاور کازینو آنلاین کار می‌کند.